# Kauma
Kauma ist ein Ort im Norden des Abemama-Atolls in den zum Inselstaat Kiribati gehörenden Gilbertinseln im Pazifischen Ozean. 2020 hatte der Ort 60 Einwohner.

## Geographie
Kauma befindet sich im Nordosten der langgestreckten Hauptinsel des Atolls Abemama, die dessen östlichen Riffsaum bildet. Der Ort liegt zwischen Baretoa im Südosten und Tanimainiku im Nordwesten. Die Einwohner leben hauptsächlich von der Kopra-Herstellung.

## Klima
Das Klima ist tropisch heiß, wird jedoch von ständig wehenden Winden gemäßigt. Ebenso wie die anderen Orte des Abemama-Atolls wird Kauma gelegentlich von Zyklonen heimgesucht.